# Chorus (album Erasure)
Chorus è il quinto album discografico in studio del gruppo musicale synthpop britannico Erasure, pubblicato nel 1991.

## Tracce
1. Chorus – 4:26
2. Waiting For the Day – 3:50
3. Joan – 3:50
4. Breath of Life – 4:07
5. Am I Right? – 4:18
6. Love to Hate You – 3:56
7. Turns the Love to Anger – 3:56
8. Siren Song – 4:44
9. Perfect Stranger – 4:05
10. Home – 4:14

## Formazione
- Andy Bell - voce
- Vince Clarke - chitarra, synth